# Regobarrosia villiersi
Regobarrosia villiersi là một loài bướm đêm thuộc phân họ Arctiinae, họ Erebidae.